# Pseudarchasteridae
De Pseudarchasteridae zijn een familie van zeesterren uit de orde van de kamsterren (Paxillosida).

## Geslachten
- Gephyreaster Fisher, 1910
- Paragonaster Sladen, 1885
- Perissogonaster Fisher, 1913
- Pseudarchaster Sladen, 1889